# Scamp (còmics)
Scamp és un personatge caní de còmics de Disney, fill de Lady and Tramp, tots ells apareixen a la pel·lícula d'animació de 1955 Lady and the Tramp. Scamp apareix a les tires còmiques i els seus propis còmics des dels anys cinquanta. A l'escena final de la pel·lícula, els gossos tenen una cadellada de cadells, entre els quals hi ha tres cadells que s'assemblen a Lady i un cadell entremaliat i inquiet que s'assembla a Tramp. Els cadells no tenen nom a la pel·lícula i només apareixen en una escena, però el cadell petit va impressionar, i King Features Syndicate va llançar una tira còmica uns mesos després de l'estrena de la pel·lícula.
La tira còmica d'Scamp va durar més de trenta anys, des del 31 d'octubre de 1955 fins al 25 de juny de 1988. Va aparèixer per primera vegada en un còmic a Four Color núm.703 de Dell Comics (maig de 1956); això es va convertir en una sèrie de còmics que va arribar al número 16 (desembre de 1960). Una segona sèrie va ser llançada per Gold Key Comics el 1967; va tenir 45 números, que va acabar el gener de 1979. L'any 2001, Scamp es va convertir en animació per primera vegada, des de la seva breu aparició a Lady and the Tramp, sent el protagonista d'una pel·lícula directa a vídeo de Walt Disney Television Animation, Lady and the Tramp II: Scamp's Adventure.

## Tira còmica
La primera tira diària amb Scamp com a personatge principal es va publicar el 31 d'octubre de 1955, quatre mesos després de l'estrena de la pel·lícula. Uns mesos després, el 15 de gener de 1956, es va afegir una franja dominical. La ultima tira còmica de Scamp, es va publicar el 25 de juny de 1988.
Durant els primers vuit mesos, Scamp va tenir continuïtat i va ser escrit per Ward Greene, l'editor de King Features Syndicate, el conte de 1945 del qual Happy Dan, the Cynical Dog va contribuir al desenvolupament de la història de Lady and the Tramp. La publicitat anticipada de la tira va assenyalar la participació de Greene i la tira portava per nom "Per Ward Greene". L'historiador de Disney Jim Fanning assenyala que Scamp és probablement "l'única tira escrita per l'autor original de l'obra de la qual va sorgir". Greene i l'artista Dick Moores van escriure la tira amb una història de continuarà, però menys d'un any després, el nou personal creatiu ho feia en un format de gag al dia.
A la tira, Scamp viu al pati del darrere de la casa de Jim Dear i Darling amb la seva mare Lady, el pare Tramp i tres germans: dues germanes anomenades Fluffy i Ruffy, i un germà, Scooter (contradient la pel·lícula, on tenia tres germanes i sense germans). La família rep sovint la visita dels seus amics canins, Jock the Scottish Terrier, Trusty the bloodhound, Boris, Bull, Pedro the Chihuahua i Peg. A les primeres seqüències, els humans van aparèixer a la tira, però quan va començar el format de gag diari, l'únic humà que apareixia regularment va ser l'Albert, un nen petit que era considerat el mestre d'Scamp. Altres animals que apareixen a la tira inclouen Squeeky the mouse, Tiny the dachsund, Cheeps the bluejay, Shakey the chipmunk, Quacky the duck i Bloopy the bulldog.

### Les primeres tires
La primera tira va durar quatre setmanes, d'octubre a novembre de 1955. Scamp és un cadell atrevit i juganer a qui no li agrada fer el que li diuen. Decideix cavar un forat sota la tanca del pati del darrere i buscar l'aventura. Rodola per l'herba, persegueix ocells, roba un os a un altre gos i en general es diverteix. Quan es fa de nit, s'adona que no sap com tornar a casa. Preocupada, Lady li diu a Tramp que vagi a buscar el seu fill. Tramp es troba amb el Bloodhound Trusty, però no poden trobar l'Scamp fins que senten el so d'una baralla, que és un gos enorme enfadat, lluitant amb Scamp. Tramp mossega el gos gran i el persegueix, i Scamp mou la cua dient: "Suposo que li vaig arreglar el carro, no?" Esgotat, l'Scamp s'adorm, i Tramp i Trusty el porten a casa.
La següent història, de quatre setmanes (de novembre a desembre de 1955), Tramp surt a passejar, prometent "portar la cansalada a casa" per la seva família. Se'n menja uns trossos i parla amb vells amics, fins que es fa tard i s'adona que la família l'està esperant. Troba un gos antipàtic amb un os gros i l'enganya perquè el deixi caure. L'endemà, tots els cadells masteguen feliços l'os.
La següent, una història d'una setmana es sobre la trobada d'Scamp amb un mussol, i després una altra història de quatre setmanes (des de desembre de 1955 fins a gener de 1956) en què s'anomenen els germans d'Scamp. Una germana, que és una dona, es diu Fluffy, i Tramp anomena Ruffy a la germana noia. Això deixa el germà petit sense nom. La família juga a la neu i el nadó llisca turó avall cap a un llac gelat amb un forat enorme al gel. Scamp i Ruffy cauen a l'aigua i són rescatats per Tramp, però el nen diu que ell no va caure a l'aigua, només s'hi va "scooted". Tramp i Lady decideixen anomenar-lo Scooter.
La següent història va durar tres mesos, des de mitjan gener fins a mitjan abril de 1956. Scamp coneix un gos d'exhibició, l'Annie, i somia a estar en un espectacle de gossos. Segueix a l'Annie a un espectacle i intenta bloquejar el concurs, però els humans l'anomenen cabrill i el fan fora. Si i Am, els gats bessons siamesos, es burlen de l'Scamp, però ell borda i els persegueix a la tenda de l'exposició canina, provocant un motí i destrossant l'espectacle. Scamp se'n riu d'ell, i Tramp decideix que el seu fill necessita un nen com a company de jocs. Després d'esbrinar un parell de perspectives, Scamp s'acosta a un noi solitari, que el porta a un espectacle de gossos del barri. Scamp no guanya cap llaç a la primera competició, però xiula en el concurs de talents i guanya el gran premi. El nen porta l'Scamp a casa i vol quedar-sel, però l'Scamp troba a faltar la seva família i plora fins que el deixen tornar amb la seva família. El nen va a veure l'Scamp un cop per setmana.
A l'última història d'un mes de durada (d'abril a maig de 1956), el Bloodhound Trusty li confia a Scamp que ha perdut el sentit de l'olfacte i Scamp promet ser el seu "gos rastrejador". La parella té l'oportunitat de provar el nou arranjament quan un nen es perd, i el rastregen olorant la seva piruleta. Els agents de policia troben el nen, de manera que l'aventura dels gossos es redueix, i les últimes tires són només gags sobre que Trusty ja no pot olorar.
A mitjan maig, quan Ward Greene i Dick Moores van abandonar la tira, es va convertir en una tira diaria.

### Creadors
A partir del maig de 1956, Bill Berg es va fer càrrec del guio i va continuar fins al març de 1984. Durant la major part d'aquest període, Manuel Gonzales va entintar la tira, des del maig de 1956 fins al març de 1981. Diversos artistes van fer el dibuix a llapis per entintats per Gonzales: Bob Grant (maig de 1956-març de 1961), Chuck Fuson (març de 1961-maig de 1965), Bob Grant de nou (maig de 1965-abril de 1968), Glenn Schmitz (abril de 1968-març de 1968). Mike Arens (març de 1969-agost de 1976), Richard Moore (agost de 1976-juny de 1978) i Roger Armstrong (juny de 1978-març de 1981). Bill Wright va entintar les pàgines a llapis de Roger Armstrong des del març de 1981 fins al febrer de 1984.
Tom Yakutis va prendre el relleu com a guionista al final de la tira amb Roger Armstrong als llapis, des del març de 1984 fins al juny de 1988. Durant aquest temps, les tintes van ser realitzades per Bill Langley (febrer-juliol de 1984), Larry Mayer (juliol de 1984-maig de 1988) i Charles Mendendorp (maig-juny de 1988).

### Reimpressions
Scamp ha estat reimprès a molts diaris i revistes de còmics de Disney d'arreu del món. Va ser traduït al turc (com a Boncuk ) per al diari Milliyet, al finès (com a Pepi ) per a Ilta-Sanomat i al suec (com a Ludde ) per a Dagens Nyheter. Va ser reimprès a la revista Bèlgica Mickey, al brasiler O Pato Donald i al Mickey Mouse Weekly del Regne Unit. Als Països Baixos, la tira es va reimprimir (com a Rakker ) en un còmic òmnibus de 1987.

## Comic
El personatge Scamp va aparèixer per primera vegada en forma de còmic a Four Color núm. 703 (maig de 1956), escrit per Del Connell, dibuixat per Al Hubbard i publicat per Dell Comics. Després de fer tres aparicions més a Four Color, el còmic Scamp va rebre el seu propi títol trimestral, començant la seva numeració amb el número 5 (març-maig de 1958). El còmic es va publicar fins al número 16 (desembre de 1960/gener de 1961), amb un 17 que apareix més tard l'any com a Four Color núm 1204 (agost/octubre de 1961). Totes les històries van ser dibuixades per Al Hubbard, amb diversos escriptors com Bob Gregory i Don R. Christensen.
Durant aquest període, Scamp també va aparèixer cada mes al còmic d'antologia Walt Disney's Comics and Stories, començant pel número 204 (setembre de 1957) fins al número 254 (novembre de 1961). Aquestes històries van ser escrites per Gregory, amb art per Hubbard i Jack Bradbury.
El desembre de 1967, Gold Key Comics va reviure la sèrie, tot i que només va publicar reimpressions d'històries anteriors a través del número 21 (gener de 1975). Amb el número 22 (març de 1975), el còmic va començar a imprimir noves històries dibuixades per Mike Arens i Mike Royer. L'últim número del títol va ser el número 45 (gener de 1979).
Scamp també va tornar a Walt Disney's Comics and Stories a finals de la dècada de 1960, apareixent regularment del número 332 (maig de 1968) al número 370 (juliol de 1971) i periòdicament del número 377 (febrer de 1972) al número 437 (febrer de 1977).

### Història de la publicació
- Four Color, núm.703, 777, 806, 833, 1204 (Dell, 1956–1961)
- Walt Disney's Comics & Stories núm.204–254, 275–279, 303, 305 (Dell, 1957–1966)
- Walt Disney's Donald Duck Beach Party núm.4 (Dell, 1957)
- Christmas in Disneyland (Dell, 1957)
- Walt Disney's Scamp núm.5–16 (Dell, 1958–1960)
- Walt Disney's Lady and the Tramp (Gold Key, 1963)
- Scamp núm.1–45 (Gold Key, 1967–1979)
- Walt Disney's Comics & Stories núm.332–370, periòdicament núm.377–437 (Gold Key, 1968–1977)
- Walt Disney Comics Digest núm.1–9, 11–14, 16–27, 29–30, 36–38, 53, 56–57 (Gold Key, 1968–1976)

A Europa dels anys setanta, Egmont va produir els seus propis còmics amb Scamp. En aquests, Scooter era només una germana sense nom.

## En altres mitjans
Scamp és el protagonista de la pel·lícula Lady and the Tramp II: Scamp's Adventure, amb els seus germans que apareixen en petits papers. La pel·lícula tracta sobre l'Scamp que fuig de casa i s'uneix a una colla de gossos de carrer, on acaba en una aventura romàntica amb un dels membres, l'Àngel.